# Dheepan
Dheepan je francouzský hraný film z roku 2015, který režíroval Jacques Audiard. Film měl světovou premiéru 21. května 2015 na přehlídce Be2Can v rámci filmového festivalu v Cannes, kde získal Zlatou palmu; česká premiéra proběhla 22. října 2015.

## Děj
Dheepan je bojovník za nezávislost, vysloužilý Tamilský tygr. Občanská válka na Srí Lance končí (Dheepan v krvavém konfliktu ztratil nejen své spolubojovníky, ale také ženu a dcerku), porážka je blízko; rozhodne se proto uprchnout. Vezme s sebou ženu a malou dívku, které nezná, v naději, že snáze získá politický azyl v Evropě tím, že je vydá za svou rodinu; tato „rodina“ po příjezdu do Paříže putuje z jednoho útulku do druhého, dokud Dheepan nezíská práci jako správce budov na předměstí. Hrdina doufá, že tam vybuduje nový život a skutečný domov pro svou falešnou manželku a falešnou dceru. Každodenní násilí na předměstí mu však stále vyvolávají vzpomínky na válku. Dheepan se musí spolehnout se své válečnické instinkty, aby ochránil to, co doufal, že se stane jeho skutečnou rodinou.

## Obsazení
| Antonythasan Jesuthasan | Dheepan                 |
| Kalieaswari Srinivasan  | Yalini                  |
| Claudine Vinasithamby   | Illayaal                |
| Vincent Rottiers        | Brahim                  |
| Marc Zinga              | Youssouf                |
| Tarik Lamli             | Mourad                  |
| Faouzi Bensaïdi         | pan Habib               |
| Bass Dhem               | Azziz                   |
| Joséphine de Meaux      | ředitelka školy         |
| Jean-Baptiste Pouilloux | právník                 |
| Nathan Anthonypillai    | tlumočník               |
| Vasanth Selvam          | plukovník Cheran        |
| Kartik Krishnan         | padělatel na Srí Lance  |
| Alexandre Michel        | zaměstnanec úřadu práce |

## Ocenění
- Filmový festival v Cannes: Zlatá palma
- César: nominace v kategoriích nejlepší film, nejlepší režisér (Jacques Audiard), nejlepší herec (Antonythasan Jesuthasan), nejlepší původní scénář (Jacques Audiard, Thomas Bidegain a Noé Debré), nejlepší herec ve vedlejší roli (Vincent Rottiers), nejlepší střih (Juliette Welfling), nejlepší kamera (Éponine Momenceau), nejlepší výprava (Michel Barthélémy), nejlepší zvuk (Daniel Sobrino, Valérie Deloof a Cyril Holtz)
- Ceny Lumières: nominace v kategoriích nejlepší film, nejlepší režie (Jacques Audiard)
- Cena Magritte: nominace na nejlepšího herce ve vedlejší roli (Marc Zinga)

## Recenze
- Věra Míšková, Právo / Novinky.cz  75 %[4]
- Marcel Kabát, Lidové noviny[5]